# Bandera de Johannesburgo

Bandera de Johannesburgo

La bandera de Johannesburgo se adoptó el 16 de mayo de 1997, reemplazando una versión anterior de la bandera que había estado en servicio desde el 20 de octubre de 1970. 
El diseño es un tricolor vertical de color azul, verde y rojo. El escudo de la ciudad se muestra en el centro de la bandera en un panel verde en el centro de un marco amarillo en un disco blanco sobre un fondo negro. La bandera alude claramente a los colores de la bandera nacional de Sudáfrica y el panel central alude al escudo de la ciudad. 
El diseño anterior fue aprobado por el alcalde de Johannesburgo en 1970. La bandera comprendía un campo verde que tenía una franja horizontal de oro que recorría el centro, sobre la cual había dos sellos dorados y un sello dorado debajo. Los sellos de oro fueron tomados del escudo de armas anterior.